# 타타대우 더쎈
타타대우 더쎈은 타타대우모빌리티가 2020년 11월 12일에 정식으로 차명이 지명됨과 동시에 동년 12월 10일부터 공식적으로 출시된 3~5톤급의 준중형 트럭이다. 그리고 원래의 영문 네이밍은 The CEN이었으나 'XEN'에 맞춘 라인업을 정리하기 위해 'DEXEN'으로 변경되었다. 

## 특징
오랫동안 준중형 화물차의 시장을 거의 독점해온 마이티를 견제하는 차종으로서 차량의 이름은 완벽한(complete), 효과적인(efficient), 수요(Needs)의 앞 글자들을 따서 만들었으며 대우의 준중형 계열의 화물차 계보를 따지면 사실상 대우 엘프의 후속작이라 봐도 무방하다. 라인업으론 2.5톤에서 3.5톤, 4톤, 5톤까지 있으며 5톤은 트림명으로 '펜타'가 붙는다. 또한 국내 준중형 화물차에선 최초로 일체형 미러와 LED 주간주행등이 탑재가 되었고 업계 최초로 준중형 화물차에 8단 자동변속기도 선택적 사양의 옵션으로 장착했다. 또한 동급 경쟁상대에 비해 엔진의 성능을 강화했으며 적재 용량도 키웠고 차의 설계 모습은 전체적으로 대형 그릴과 뿔 형태의 전면부 디자인을 통해 웅장한 분위기를 연출했다. 타타대우 더 쎈은 대한민국에서 순수 우리말로 작명한 자동차 모델로 알려져 왔지만 두문자어 영어 명칭의 앞부분에서 따온 이름이라, 순수 우리말 브랜드로 보이게 되는 것이 아니기 때문이다. 비슷한 사례로는 KTX의 HEMU(해무)가 있다.

## 경쟁 차량
- 현대자동차 - 현대 마이티 (국내)
- 이스즈자동차 - 이스즈 엘프
- 포톤 자동차 - 포톤 아오마크
- MAN SE - TGL

## 같이 보기
- 타타대우 기쎈 - 준중형 전기트럭
- 타타대우 구쎈 - 중형 트럭
- 타타대우 맥쎈 - 대형 트럭
- 기아 파맥스 - 현대 마이티를 기반하여 변형시킨 모델
- 기아 프런티어 (2.5톤 모델 한정)